# Muziekdecreet
Het Muziekdecreet was een instrument van de Vlaamse overheid dat de ondersteuning van de professionele Vlaamse muziek regelde. Dit omvatte de subsidiëring van professionele muziekensembles, concertorganisaties, muziekclubs, muziekeducatieve organisaties en festivals, een steunpunt muziek, het subsidiëren van muziekprojecten en het verlenen van compositieopdrachten en werkbeurzen.

## Geschiedenis
Op 31 maart 1998 stemde het Vlaams Parlement in met het Muziekdecreet. Voor dit decreet konden alleen klassieke muziekensembles jaarlijks een aanvraag indienen voor subsidie. Met de komst van dit decreet was het mogelijk voor alle muziekgenres om subsidie aan te vragen voor een periode van vier jaar. Onderdeel van het Muziekdecreet is ook beoordeling op kwaliteit en een organisatie diende een kwaliteitslabel te hebben om via dit decreet subsidie te kunnen krijgen. Alle subsidieaanvragen werden voorgelegd aan de Beoordelingscommissie Muziek die de artistieke kwaliteit moest beoordelen die vervolgens een advies uitbracht.
De periode 1999 tot 2002 was de eerste erkennings- en subsidiëringsronde en in die periode ontving men 110 ontvankelijke dossiers, waarvan er 71 erkend werden en 54 een structurele subsidie kregen.
Met de in werking treding van het Muziekdecreet werd ook het steunpunt Muziekcentrum Vlaanderen opgezet.
Sinds april 2004 is het Muziekdecreet opgegaan in het overkoepelende Kunstendecreet.